# عضلة نصف غشائية
العَضلة نِصف الغِشائية (باللاتينية: Musculus semimembranosus) هي عضلة مِن العَضلات السَطحية للناحية الخَلفية للفَخذ.
تدعى بهذا الاسم لأن اصلها وتر غشائي. تقع في القسم الأنسي الخلفي للفخذ وتغطيها العضلة النصف وترية عند النظر إلى الفخذ من الخلف تربط الورك بعظم الظنبوب.

## المَنشأ
تَنشأ العَضلة نِصف الغِشائية مِن الجُزء العلوي الجانِبي للحَدَبَة الإِسكِية.
تنشأ بوتر من القسم العلوي الوحشي للحدبة الوركية فوق وإلى الجهة الوحشية من أصل ذات الرأسين الفخذية ونصف الوترية يتسطح هذا الوتر مباشرة على شكل صفاق غشائي يمر إلى الأسفل وللجهة الأنسية وينطوي مكوناً أخدوداً تستقر العضلة نصف الوترية بداخل هذا الأخدود.
تنشأ الألياف العضلية من هذا الوتر الغشائي وتنتهي بوتر خلف مفصل الركبة يتجه نحو المغرز.

## المَغرس
تَنغرس هذه العَضلة في حُفرة في الجُزء الخَلفي لِلُقمَة الظُّنبوب الإِنسِية.

## العَصب
يَتصل بِها الجُزء الظُنبوبي للعصب الوِركي.

## الحَركة
تَقوم هذه العَضلة بِـ:
1. دَوران للناحية الوَسطية(medial rotation) وثَني (Flexion) مفصل الرُكبة.
2. بَسط (Extension) الفَخذ بالنِسبة لِمفصل الوِرك.